# Robert Jürgens
Robert Jürgens (* 6. März 1885 in Braunschweig; † 9. Dezember 1962 ebenda) war ein deutscher Unternehmer und Politiker.

## Ausbildung
Robert Jürgens absolvierte zunächst nach dem Abitur eine zweijährige praktische Lehre, studierte dann an den Universitäten Göttingen, Berlin und München Rechtswissenschaft, legte die 1. juristische Staatsprüfung ab und wurde zum Doktor der Rechte (Dr. iur.) promoviert. Seit 1906 gehörte er der Burschenschaft Brunsviga Göttingen an.

## Beruflicher Werdegang
Jürgens war Inhaber und langjähriger Geschäftsführer der Braunschweiger Kolonialwarengroßhandlung und Kaffeegroßrösterei Gebr. Jürgens, die Kolonialwaren, Zuckerwaren sowie geröstete Kaffeebohnen vertrieb und 1956 ihr 75-jähriges Bestehen feierte..

Laut Deutschem Wirtschaftsführer war Jürgens 1929 Mitglied im Großen Ausschuss des Reichsverbands des Deutschen Nahrungsmittelgroßhandels e.V., Vorstandsmitglied der Ortsgruppe Braunschweig des Reichsverbands des Deutschen Groß- und Überseehandels e.V. und Mitglied des Verwaltungsrates der Braunschweiger Staatsbank.
Jürgens war zudem Mitglied der Handelskammer Braunschweig.
1945 wurde er zum Ratsherr der Stadt Braunschweig gewählt.
1962 verstarb Robert Jürgens als Seniorchef der Firma Gebrüder Jürgens.

## Privatleben
Robert Jürgens war mit Lilly, geb. Steinhausen, verheiratet und hatte zwei Kinder.

## Auszeichnungen
- 1956 Bundesverdienstkreuz 1. Klasse (damals „Verdienstkreuz Erster Klasse“)